# Richard Clippinger
Richard F. Clippinger (* 10. April 1913 in East Liberty, Ohio; † 4. Januar 1998) war ein amerikanischer Informatiker.
Clippinger besuchte bis 1933 das Kenyon College in Gambier, Ohio, und studierte danach zwei Jahre an der Sorbonne. Er wurde 1940 an der Harvard University bei George David Birkhoff in Mathematik promoviert (On the semigroups generated by matrices). 1944 bis 1952 war er im Ballistischen Forschungslabor (BRL, Ballistic Research Laboratory) auf dem Aberdeen Proving Ground der US-Armee. Er entwickelte dort Testapparate (Closed Chamber Firing Range) und befasste sich mit numerischer Lösung von Differentialgleichungen in der Ballistik auf Computern. In diesem Zusammenhang wandelte er die ENIAC, die dort installiert wurde, in einen Computer vom Von-Neumann-Typ mit speicherbarem Programm um. Ab 1952 war er im Computerlabor von Raytheon, das 1954 zur Datamatic Corporation und 1956 zur EDP (Electronic Data Processing) Abteilung von Honeywell wurde. Er war dort bis 1959 für die Software-Entwicklung für die Honeywell-800-Computerfamilie zuständig und leitete die Entwicklung der Programmiersprache FACT für Geschäftsanwendungen. Er war Repräsentant von Honeywell bei CODASYL. 1976 ging er dort in den Ruhestand.
1996 erhielt er den Computer Pioneer Award.